# Migas kirki
Migas kirki är en spindelart som beskrevs av Wilton 1968. Migas kirki ingår i släktet Migas och familjen Migidae. Inga underarter finns listade i Catalogue of Life.